# Estación depuradora de aguas residuales

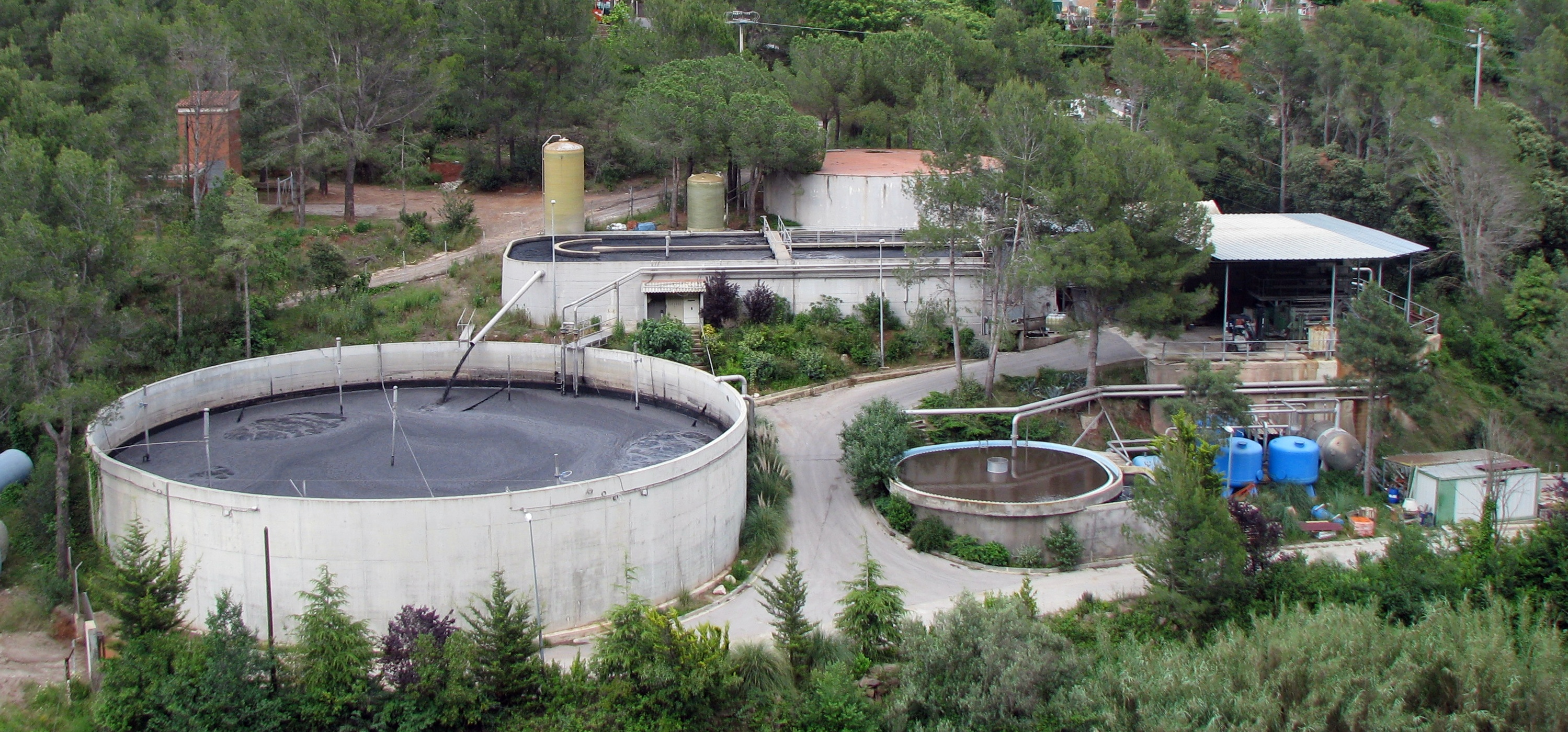
Estación depuradora de aguas residuales en el río Ripoll, en el municipio de Castellar del Vallés, España.

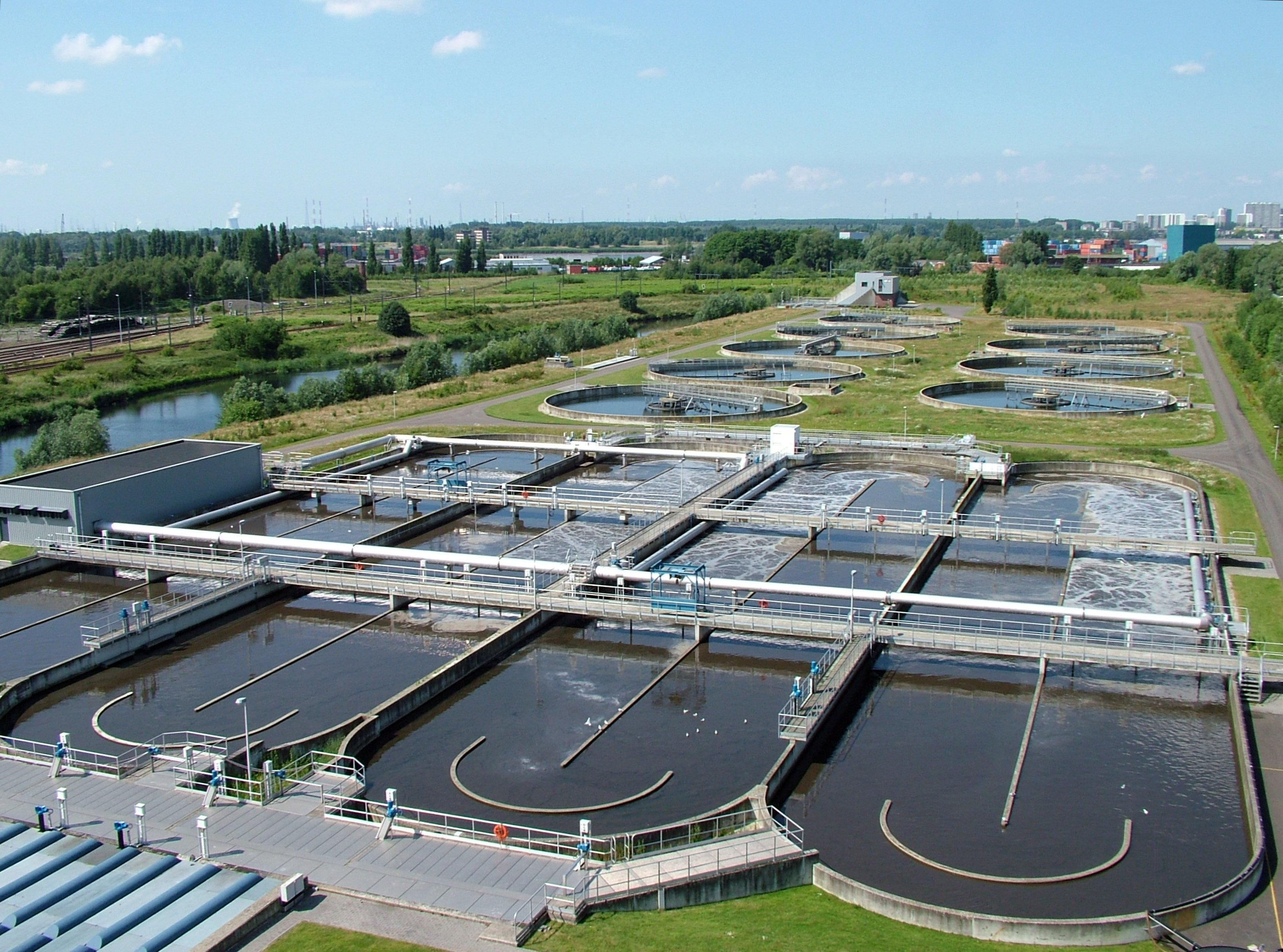
Visión general de la planta de tratamiento de aguas de Antwerpen-Zuid, situado en el sur de Amberes, Bélgica.

Una estación depuradora de aguas residuales (EDAR), también llamada planta de depuración o planta de tratamiento de aguas residuales (PTAR), es una instalación que tiene el objetivo genérico de conseguir, a partir de aguas negras o mezcladas y mediante diferentes procedimientos físicos, químicos y biotecnológicos, un agua efluente de mejores características de calidad y cantidad, tomando como base ciertos parámetros normalizados.
En general, las estaciones depuradoras de aguas residuales tratan agua residual local, procedente del consumo ciudadano en su mayor parte, así como de la escorrentía superficial del drenaje de las zonas urbanizadas, además del agua procedente de pequeñas ciudades, mediante procesos y tratamientos más o menos estandarizados y convencionales. Existen también EDAR que se diseñan y construyen para grandes empresas, con tratamiento especializado al agua residual que se genera.

## Tratamientos convencionales[1]

### Pretratamiento
Son tratamientos físicos, asociados en el ámbito europeo a la terminología de tratamiento primario, que consisten fundamentalmente en separar la contaminación presente en el agua en suspensión, flotación o arrastre.
- Desbaste, para la eliminación de gruesos no solubles, trapos, pañales, envases. Se separan sólidos de gran tamaño. El enrejado elimina sólidos por intercepción y se clasifican por tamaños de aberturas: enrejados gruesos tienen una separación entre 5 y 15 cm (centímetros) para conseguir la separación de sólidos de mayor tamaño y enrejados finos tienen una separación entre 1,5 y 2 cm para conseguir separación de sólidos de menor tamaño. Las rejas son un conjunto de barrotes de acero que están uniformemente distribuidos de manera que el agua se limpie de manera homogénea y no concentre la suciedad en alguna zona. Estos poseen limpieza manual o automática. En la limpieza automática unos rastrillos remueven la suciedad sin intervención del operario y en limpieza manual al cabo de un determinado tiempo un operario interviene el funcionamiento para limpiar.
- Desarenado, para eliminación de arenas u otros residuos sólidos no orgánicos de pequeño tamaño como gravas, cáscaras de huevo. Es un canal que permite eliminar partículas de granulometría superior a 0,2 mm (milímetros) con densidad y velocidad de sedimentación superiores a las partículas putrescibles. El desarenador estático tiene una sección mayor y con esto frena el fluido el tiempo suficiente para que se produzca la sedimentación. El desarenador aireado por medio de aire genera patrones de flujo que facilitan la sedimentación.
- Desengrasado, para la eliminación de los sólidos y líquidos no miscibles de menor densidad que el agua (grasas y aceites). El desarenador sólo debe adaptarse para cumplir esta función.
- Tamizado, para la eliminación de sólidos mayores a 0,2 mm que hayan atravesado el desarenador. Como la pérdida de carga es muy elevada se acostumbra colocar un equipo de bombeo. Elimina sólidos suspendidos que llevan asociados materia orgánica y nutrientes (MO, N y P). Poseen una amplia tipología: tamices estáticos autolimpiables, rotatorios, deslizantes y de escalera, tamices cilíndricos inclinados.

El desbaste, el desengrasado, desarenado y tamizado suelen denominarse como pretratamiento, por ser el primer proceso que se realiza sobre las aguas residuales, y ser necesario para no dañar los equipos de los tratamiento posteriores o entorpecer el desarrollo de la planta de tratamiento, evitar una reducción en la eficacia de la operación.

### Tratamiento primario
A continuación se realiza, como tratamiento primario propiamente dicho, una decantación para la eliminación de las partículas menores de un determinado tamaño (sólidos en suspensión) que no hayan podido eliminarse en el pretratamiento. Este proceso es conocido como decantación primaria. El tiempo de retención es del orden de horas, en un desarenador es de 4-5 minutos y en las rejas del orden de segundos. En el decantador primario se elimina materia orgánica con el objeto de disminuir la cantidad de energía que requiere para la degradación el reactor biológico porque consume oxígeno. El decantador primario puede ser rectangular o circular. En un decantador rectangular el agua entra por un extremo y sale por el otro y en el decantador circular entra por el centro y sale por la periferia. Este último cuenta con rasquetas que mueven los sólidos hacia el centro por donde se retiran.

### Tratamiento secundario
El proceso habitual de depuración, si es necesario, prosigue normalmente atacando a la fracción orgánica del agua. Para ello se recurre normalmente a bacterias que dentro de grandes depósitos, agitados, con oxigenación del agua, se encargan de eliminar la materia orgánica, con la separación en un decantador posterior. mediante un nuevo proceso de decantación. Ocurren dos procesos bioquímicos básicos: crecimiento de los microorganismos utilizando como sustrato al contaminante que también se utiliza para producir energía necesaria para funciones vitales.
Se busca eliminar la materia orgánica y el amonio porque consumen el oxígeno disuelto disponible para la fauna y flora acuática. También se eliminan nutrientes como el nitrógeno y el fósforo que pueden producir la eutrofización del agua. También se genera toxicidad para la vida acuática con la producción de nitritos y amoníaco. Además, se desarrollan protozoos que se alimentan de microorganismos patógenos.
Existen muchos tipos de tratamiento secundarios (fangos activos, aireación prolongada, lechos bacterianos, biodiscos) pero el principio de funcionamiento es común. No obstante, estos se pueden agrupar en tratamientos de biomasa suspendida y tratamientos de biomasa fija. En los primeros, la biomasa (bacterias) está suspendida en el medio acuático, en contacto con la contaminación orgánica mediante agitación (fangos activos, aireación prolongada), mientras que en los segundos la biomasa se fija sobre un material soporte que se pone en contacto con el agua y la contaminación orgánica (lechos bacterianos, biodiscos). En los cultivos en suspensión, la biomasa se mantiene en suspensión, agitada y homogeneizada en el volumen de agua del reactor. En los cultivos fijos, la biomasa está fija, adherida en un medio soporte (gravas, relleno plástico, discos de plástico), formando una biopelícula de espesor 0,1-2 mm. En un filtro percolador mediante un aspersor se libera el efluente y la biomasa se va formando sobre el soporte. Los biodiscos son un conjunto de discos que giran lentamente y donde se va formando una capa biológica, se sumerge para entrar en contacto con el contaminante y luego emerge para entrar en contacto con el aire. Otra variante son los procesos híbridos. Los procesos híbridos combinan en un mismo reactor un cultivo de soporte sólido con un cultivo en suspensión. Utiliza un material de relleno en el reactor que puede: estar fijo en el interior del reactor (IFAS), moverse libremente en el interior del reactor (HYBAS) por la aireación en reactores aerobios o por dispositivos mecánicos (anaerobios).
El contaminante que esta soluble pasa algo a particulado que es la biomasa, esta son flóculos debido a una sustancia pegajosa que segregan las bacterias. La presencia de bacterias filamentosas permiten que estos flocs se unan a otros para formar flocs más grandes que luego sedimenten en el decantador secundario. El proceso más común es el de fangos activados, el cual es aeróbico y de cultivo en suspensión. Es aerobio porque el tanque está aireado y permite el crecimiento de los microorganismos a través de la eliminación de la materia orgánica. La biomasa que se genera se sedimenta en el decantador secundario y se recircula al reactor aeróbico porque se necesita una carga de microorganismos para funcionar eficientemente. Una variante es el proceso de oxidación total donde los tiempos de retención aumentan a 20-30 días y se obtiene un fango digerido y estabilizado por lo que no necesita digestión. Otra variante es la doble etapa donde se colocan fangos activados en serie con lo que se protege la segunda etapa del proceso de choques tóxicos. Colocar biomembranas en lugar del sedimentador secundario, es un sistema más compacto, que se pueden colocar en el reactor y se ahorra espacio. Resuelven los problemas de biofloculación no efectiva. El tamaño del poro se puede reducir tanto que se puede obtener una desinfección y no necesitar un tratamiento posterior.

### Tratamiento terciario
Se conoce como tratamiento terciario a todos los tratamientos físico-químicos destinados a afinar algunas características del efluente de la depuradora con vistas a su empleo para un determinado uso. Comienza con una coagulación-floculación donde se elimina la turbiedad y la coloración del agua. Se realiza porque las partículas responsables del color y la turbiedad no pueden eliminarse por sedimentación y se agrega un coagulante que mediante agitación suave une las partículas para que se formen flocs que luego sedimentarán en un cámara posterior. Luego el efluente con las partículas se filtra mediante un filtro de arena. Finalmente se elimina la presencia de virus y gérmenes del agua mediante la desinfección.

### Línea de fangos
La línea de fangos comienza en el decantador primario y continúa en el decantador secundario. Los lodos son un subproducto del tratamiento de las aguas residuales. Constituyen un residuo no peligroso (salvo que industrias aporten componentes tóxicos). Primero va hacia los espesadores donde se reduce el agua porque no interesa transportarla o calentarla. El objetivo del espesador es reducir masa y volumen a verter lo que llevaría a un menor tamaño en las instalaciones y menores costes de transporte. Luego se estabiliza en el digestor donde se disminuyen la concentración de patógenos y disminuye su potencial de putrefacción o generación de olores. Finalmente sufre una deshidratación mecánica para depositarlo en vertederos o que se puede utilizar en una aplicación agrícola.
La depuración del agua consigue extraer del agua la contaminación, a expensas de un consumo energético, pero produce los residuos, concentrados, de todo lo que el agua llevaba. Estos subproductos son los procedentes del tratamiento primario (salvo los fangos obtenidos de la decantación primaria), asimilables a residuos sólidos urbanos (basuras).
Los fangos procedentes de las decantaciones reciben un tratamiento especial (espesamiento, digestión, deshidratación) hasta que son susceptibles de ser tratados como residuo sólido urbano o incinerados, o bien a un subproducto capaz de, tras otros tratamientos como la estabilización o el compostaje, ser reutilizado como abono en la agricultura u otros usos.
Los lodos o fangos de depuración, ya sea procedente de estaciones de aguas residuales urbanas o de industriales, tienen su propia legislación, que se fundamenta en su contenido en metales pesados. Por debajo de cierto nivel, el mejor destino es el campo como abono o enmienda orgánica, luego el compostaje y como peores salidas tenemos el depósito en vertedero y la incineración.
Para su correcta utilización agrícola, hay que disponer de una analítica pormenorizada del subproducto. Según el cultivo a establecer tras el abonado, tendremos unas dosis de máximas a aplicar. Dependiendo de los contenidos en metales, agua, nitrógeno en sus diversas formas, fósforo, materia orgánica, etc, las dosis habituales son entre 15 y 40 toneladas de lodo por hectárea (10 000 m² —metros cuadrados—), que se esparcen de la forma más uniforme posible y deben incorporarse al terreno lo más rápido posible para reducir los olores y emisiones gaseosas que reducen el poder fertilizante del material.
La digestión de los fangos, cuando se realiza por vía anaerobia, produce biogás, una mezcla de gases inflamables (metano fundamentalmente) y contaminantes. El biogás es quemado y, a veces, en plantas grandes, se puede y es rentable reaprovechar esta energía dentro de la propia planta, tanto en forma de energía térmica (los fangos necesitan estar a una cierta temperatura para poder ser digeridos) como en la producción de energía eléctrica (utilizable para los consumos eléctricos de la planta o para la venta al sector eléctrico).

## Tratamientos especiales
Se aplican en general a las aguas industriales, y suelen ser una combinación de procesos convencionales con procesos químicos, pues estas aguas suelen tener una DQO que es uno o varios órdenes de magnitud superior a la DBO. Son procesos habituales en estas plantas la corrección del pH y la precipitación química.La biorremediación es un tratamiento especial y atractivo debido a sus bajos costos y altas tasas de remociones de contaminantes.
Las depuradoras generan malos olores provenientes de las fases anaerobias que aparecen a lo largo del proceso de depuración. Como soluciones preventivas se utiliza la adición de oxígeno en forma de nitrato cálcico para inhibir la aparición del H2S.

## Determinaciones en el laboratorio

### Grasas y aceites
La determinación de sustancias solubles en frío en éter etílico comprende la suma de las grasas, aceites, hidrocarburos y las demás sustancias solubles en frío en éter etílico de una muestra acidificada a pH 4,2 y que no sean volátiles a 70 °C (grados Celsius).
La presencia de algunos aceites se deben a la descomposición de formas de vida acuática.
La mayoría de las grasas y aceites son insolubles en agua pero se pueden saponificar o emulsionar mediante la acción de detergentes, álcalis y otras sustancias químicas.
Las grasas y los aceites emulsionados se extraen del agua acidulada a pH 4.2 por contacto con solventes orgánicos que disuelven además otras sustancias orgánicas. No hay un solvente selectivo de grasas y aceites.
Algunas fracciones de bajo punto de ebullición como el queroseno y la nafta se evaporan durante la realización del análisis y otras se evaporan a la temperatura de evaporación del éter.
Los aceites y grasas tienden a permanecer en emulsión, pero la acidificación de la muestra hasta pH 4,2 y/o el agregado de cloruro de sodio ayuda a romper esta emulsión.
Interfieren las demás sustancias solubles en éter etílico que no sean grasas y aceites, de una muestra acidulada a pH 4,2 y que no sean volátiles a 70 °C.
La sensibilidad máxima alcanzada con la técnica es de 2 mg/L (miligramos por litro).
La muestra debe ser representativa, por lo que se recoge de una zona que tenga agitación, donde el efluente no esté estanco. No se debe llenar el envase del efluente porque el aceite flotante puede perderse al cerrarlo. Para la conservación de la muestra, acidificarla hasta pH 4,2.

### Oxígeno consumido
Se llama oxígeno consumido al oxígeno del permanganato que consume un agua cuando se trata con este reactivo en condiciones determinadas. Tales condiciones son concentración de los reactivos, tiempo de calentamiento, temperatura de calentamiento y el tratamiento se debe ajustar rigurosamente a ellas. La determinación mide aproximadamente la materia orgánica que hay presente en la muestra, y si hay minerales reductores de permanganato, hay que efectuar la corrección. Proporciona un índice del grado de contaminación, y es de suma utilidad cuando no se práctica la DBO, o aún como dato complementario a esta última.
Para determinar el oxígeno consumido se debe:
1) Verter 100 mL (mililitros) de la muestra o una dilución adecuada en un erlenmeyer adecuado (la dilución máxima es 1/500), 10 mL de ácido sulfúrico (1+3) y 10 mL de permanganato de potasio 0,0125 N.
2) Sumergir el erlenmeyer en agua hirviendo. El agua debe sobrepasar la superficie del líquido interior para una correcta calefacción y también se debe cuidar de que no se vuelque el líquido dentro.
El permanganato oxida la materia orgánica.
3) Transcurridos los 30 minutos debe permanecer una coloración rosada débil. Si es muy coloreada realizar una dilución y si no es coloreada realizar una concentración.
Finalizados los 30 minutos queda un exceso de permanganato y debe permanecer la coloración violácea.
4) Retirar el erlenmeyer del baño, agregando 10 mL de ácido oxálico, llegando a decoloración (quedando el oxálico en exceso). El exceso que consume corresponde a la cantidad original de materia orgánica. Valorar por retorno hasta obtener una débil coloración rosada pero resistente durante 3 minutos. Esta valoración debe efectuarse durante 60-80 °C. El volumen empleado en la valoración por retorno debe ser inferior a 5 mL. Si resulta superior, debe utilizarse una dilución mayor, con agua sin permanganato.
La valoración en caliente se realiza a 60-70 °C, agregando oxálico hasta la decoloración, el exceso de oxálico consume la materia orgánica que había al principio o sea el permanganato de potasio 0,0125N. Luego se agrega por retorno, el permanganato de potasio 0,0125N. El punto final es una débil coloración rosada pero resistente durante 3 minutos y lo indica el permanganato de potasio.
5) Realizar el ensayo en blanco. En la práctica un valor menor a 0,1 mg/L carece de importancia y puede prescindirse en la corrección.
El momento en el cual se realiza la valoración en frío, es cuando se realizó una valoración en caliente positiva (se encontró la dilución correcta). Se utiliza para determinar si hay minerales reductores del permanganato. El permanganato se utiliza como titulante e indicador del punto final de la reacción el cual se identifica por una leve coloración rosa que persiste durante 3 minutos.
La valoración en frío se realiza para saber si hay minerales reductores de permanganato. La valoración en caliente y en medio ácido se realiza para determinar los miligramos de oxígeno que consume totalmente la muestra. Cuanto mayor es el consumo de oxígeno más contaminado está. El permanganato de potasio se reduce de Mn(+7) a Mn(+2) sin oxidar la materia orgánica, por el agregado de oxálico de la misma concentración, el exceso de este se titula con permanganato de potasio 0,0125N. El exceso de oxálico es igual a la cantidad original de materia orgánica.
La valoración en frío se realiza de la siguiente manera:
6) Verter en un erlenmeyer 100 mL de muestra cruda (o una dilución de la misma utilizando agua sobre permanganato).
7) Agregar 10 mL de ácido sulfúrico 1+3.
8) Titular con permanganato de potasio 0,0125 N hasta una débil coloración rosa pero resistente.
La cantidad de oxígeno se calcula por la siguiente expresión:
(N-Nf-Nb)*100*(f/(V.r))
N: cantidad de permanganato de potasio utilizados en mL la valoración por retorno.
Nf: cantidad de permanganato de potasio en mL utilizado en la valoración en frío.
Nb: cantidad de permanganato de potasio utilizado en el blanco.
r: el factor de dilución.
f: factor de corrección del permanganato.
Por ejemplo, los volúmenes de permanganato consumidos son:
Caliente=4,2 mL
Frío=0,5 mL
Blanco=0,2 mL
Volumen de la muestra=100 mL
Dilución=1/10
Oxígeno consumido=(4,2-0,5-0,2)*100*(1/(100*1/10))=35 mg/L
Otro ejemplo, la valoración en frío de 100 mL de muestra, diluida 250 veces, consumió 1,6 mg/L de permanganato de potasio 0,0125N y la valoración en caliente 4,2 mL. El blanco de reactivo consumió 0,2 mL del mismo titulante.
Oxígeno consumido=(4,2-1,6-0,2)*100*(1/(100*1/250))=600 mg/L
Antes de comenzar el ensayo verificar el valor de cloruros en la muestra. Si el valor es mayor a 500 mg/L, se debe realizar una dilución que permita trabajar con una concentración menor o se debe realizar una digestión alcalina.
El procedimiento es:
1) Introducir 100 mL de muestra en un erlenmeyer (sin diluir o la dilución utilizada en el tratamiento)
2) Agregar 0,5 mL de hidróxido de sodio y 10 mL de permanganato de potasio.
3) Calentar durante 30 minutos.
4) Añadir 5 mL de solución de ácido oxálico.
5) Valorar efectuando paralelamente el ensayo en blanco.
Para evitar el calentamiento con baño de agua, se pueden utilizar plancha eléctrica o mecheros pero se originan grandes variaciones en los resultados. Solamente ajustándose rigurosamente al método se obtienen resultados comparables.
Para evitar el consumo de permanganato excesivo, se fijan diluciones para las clases de efluentes: para los líquidos cloacales, las diluciones varían entre el 1 y el 10 %; para efluentes cloacales de plantas de purificación, las diluciones varían entre el 25 y el 50 %; para ríos contaminados, las diluciones varían entre el 25 y el 50 %.
Cuando realizamos el oxígeno consumido, hay que tener en cuenta que se trabaja con mecheros, por lo que no se pueden realizar ensayos con materiales inflamables y explosivos como el éter. Además, se trabaja con ácido sulfúrico y ácido oxálico por lo que se deben utilizar guantes, guardapolvos y zapatos cerrados.

### Nitrógeno amoniacal
En muestras con alto contenido de amoníaco se omite la destilación y la muestra se somete a nesslerización directa. El pretratamiento con sulfato de cinc o aluminio en medio alcalino permite precipitar los iones calcio, magnesio, hierro y sulfuro que pueden ocasionar turbidez en presencia del reactivo de Nessler. El agregado de EDTA, impide la precipitación de Ca y Mg residual, en presencia del reactivo de Nessler.
Se ha encontrado que un cierto número de aminas alifáticas o aromáticas, alcoholes, aldehídos, cetonas ocasionan turbidez o una coloración verde-amarilla parásita en presencia del reactivo de Nessler. No hay un procedimiento recomendable para eliminar las interferencias recurriéndose a la destilación cuando no se las puede evitar.
En condiciones óptimas, el reactivo permite detectar un miligramo de N amoniacal en 50 mL de solución. La reproducción de datos por debajo del mg puede ser errática.
Al inicio se debe armar la curva de calibración, para ello:
1) Medir en matraces aforados de 50 mL, las alícuotas de la solución de estándar de amoníaco que se representan en la tabla.
2) Diluir a 50 mL con agua libre de amoníaco.
3) Agregar 2 gotas de solución de sal de Seignette y 1 mL del reactivo de Nessler.
4) Dejar reposar al abrigo de la luz durante 10 minutos.
5) Leer el porcentaje de transmitancia en el espectrofotómetro a 420 nm (nanómetros) ajustando el 100 % T al blanco de reactivos.
Para determinar grasas y aceites:
1) La muestra cruda deberá homogeneizarse antes de medir la alícuota de la muestra.
2) Medir 50 mL de la muestra cruda con una probeta de 50 mL.
3) Acidificar con pH 4,2.
La acidificación de la muestra ayuda a romper la emulsión de las grasas y los aceites con el agua o saponificados.
4) Añadir 2 gotas de heliantina.
La heliantina sirve para constatar la acción de los ácidos. Si bien se puede corroborar con peachímetro, se utiliza el cambio de amarillo-anaranjado a rojo. También se utiliza para diferenciar las fases, ya que luego de agregar el éter, la ampolla se agita y se deja reposar para observar las 2 fases: fase etérea y fase acuosa.
5) Trasvasar a la ampolla de decantación y allí agregar 50 mL de éter. Agitar y dejar reposar hasta que ocurra la separación de fases. Se extrae la fase acuosa en un vaso de precipitados y la fase etérea en un cristalizador. El cristalizador debe estar previamente pesado. Luego el contenido del cristalizador se evapora.
No se debe agitar violentamente porque se vuelve a producir la emulsión. Se trabaja bajo campana con un correcto cierre porque el éter es inflamable y tóxico por lo que no se realiza el ensayo junto a otros como el oxígeno consumido donde se utilizan mecheros. El extractor está funcionando correctamente. Utilizar guantes, barbijo, gafas, guardapolvos, pantalones largos y zapatos cerrados. Emplear estufas con sistemas de seguridad de control de temperatura. La mesa de trabajo está limpia. El éter se transfiere a la ampolla mediante una probeta, la cual es de fácil manipulación, el robinete debe estar perfectamente cerrado. Tener perfectamente ubicado donde se encuentran los elementos de protección químicos (antisépticos, alcohol, yodo), matafuegos, botiquín.
El éter se evapora en plancha calefactora a 60-70 °C.
6) Volver a agregar lo que estaba en el vaso de precipitado con 20 mL de éter. Volver a agitar y esperar a que ocurra el cambio de fases. Se extrae la fase acuosa en un vaso de precipitado y la fase etérea en un cristalizador que se evapora a baño María.
7) Lavar con 10 mL de éter la ampolla y recoger en el cristalizador.
8) Una vez que se haya evaporado el contenido, desecar y pesar el cristalizador.
9) Realizar un blanco evaporando igual cantidad de éter que el utilizado en la extracción y en el lavado. Desecar y pesar el cristalizador.
El contenido en grasas y aceites se mide: (A-B)*1000/V y el resultado se expresa en mg/L (miligramos por litro).
A: es el peso de la cápsula con la muestra (mg).
B: es el peso de la cápsula con el blanco (mg).

### Pretratamiento
Para las determinaciones colorimétricas, en el caso de muestras turbias y coloreadas, se deberá aplicar pretratamiento a la muestra. El procedimiento es:
1) Colocar 300 mL de muestra en un erlenmeyer de 1000 mL.
2) Agregar 3 gotas de sulfato de aluminio 10 % p/v y 3 mL de solución de hidróxido de sodio 50 % p/p.
Una vez agregados los reactivos, se agrega un tapón a la muestra o se cubre con papel de aluminio. El sulfato de aluminio es un coagulante por lo que permite la floculación y posterior sedimentación de los flocs. La coagulación se lleva a cabo con la formación del hidróxido de aluminio. Con el pH adecuado, se lo puede dejar en la heladera hasta que produzca la sedimentación. En caso de no verificar la sedimentación, se toma 2 mL del líquido sobrenadante y se diluye o se vuelve a pretratar la muestra. En caso de no verificar la floculación, se centrifuga la muestra.
3) Tapar y agitar suavemente en forma circular.
Se debe controlar el pH sucesivas veces, si ya se formaron los flocs el siguiente paso no es necesario.
4) Ajustar el pH a 6,5-7,5 con el agregado de gotas de ácido y base diluidos.
5) Dejar decantar (30 min-24h) y guardar en la heladera. Utilizar el sobrenadante para realizar determinaciones colorimétricas.

### Fosfatos
La determinación se efectúa mediante el Método de Murphy-Riley. El ion fosfato reacciona con el complejo molibdato de amonio, el cual al ser reducido con el ácido ascórbico da un complejo de composición definida que es el azul molibdeno.
El pH no interviene, el cobre no interfiere hasta 10 mg/L, el arsénico no interfiere hasta 0.05 mg/L, la presencia de oxidantes y reductores no perturba seriamente la exactitud del método.
El procedimiento es el siguiente:
1) Llenar ambos tubos con 5 mL de muestra pretratada.
2) Colocar un tubo en la posición A del comparador.
3) Medición de PO4(-1). Agregar 6 gotas del reactivo para determinación de PO4(-1) y cerrar el tubo y mezclar.
4) Medición de PO4(-2). Agregar 6 gotas del reactivo para determinación de PO4(-2) y cerrar el tubo y mezclar.
5) Colocar en la posición B del comparador y esperar 10 minutos.
6) Abrir el tubo y desplazar a lo largo de la escala de colores hasta que haya coincidencia con el de la muestra pretratada. Leer la concentración.
7) Limpiar muy bien los tubos y cerrar.
El resultado corresponde al contenido de fosfatos expresado como fósforo PO4-P y es equivalente a la suma de las concentraciones de PO4(-1) y PO4(-2).
Se determina el contenido de fósforo en forma de fosfatos mediante kit colorimétrico.
Método tradicional de Murphy-Riley
El método es adecuado para determinar la concentración de las diversas formas del fósforo en líquidos cloacales, agua potable y cursos de agua como fósforo orgánico, polifosfatos y ortofosfatos.
Ventajas
- Mayor recuperación del fósforo por no tener prácticamente interferencias.
- Estabilidad del azul de molibdeno.
- Adición de un solo reactivo a la muestra pretratada.
- Tolerancia a oxibilidades mayores a 5 mg/L de oxígeno consumido.

Para determinar ortofosfatos:
1. Filtrar 50 mL de la muestra pretratada.
2. Colocar 8 mL del reactivo mezcla y llenar con el filtrado.
3. Esperar 10 minutos a desarrollo del color.
4. Observar la absorbancia a 890 nm (nanómetros).
5. Determinar el contenido de fósforo en la curva de calibración utilizando la solución de fósforo patrón.
6. La concentración en ortofosfatos será:
C=n*50/V
n: concentración de patrón cuya coloración es igual a la de la muestra (mg/L).
V: volumen usado para la determinación (ml).
Para determinar fósforo inorgánico total:
1. Colocar 20 de la muestra pretratada en un erlenmeyer de 125 mL.
2. Agregar 1 mL de ácido sulfúrico 5N.
3. Diluir con 5 mL de agua.
4. Adicionar varias cuentas a la muestra y hervir durante 15 minutos. Un embudo de vidrio pequeño en el frasco ayudará a prevenir pérdida de muestra.
5. Enfriar el erlenmeyer en agua y transferir el contenido a un matraz de 50 mL. Enjuagar el frasco y el embudo pequeño con agua destilada y llenar hasta la marca.
6. Repetir los pasos 2, 3, 4, 5 y 6 de la determinación de ortofosfatos.
Para determinar el fósforo total:
1. Colocar 10 mL de la muestra pretratada en un erlenmeyer de 125 mL.
2. Adicionar 0,2 mL de ácido sulfúrico 5N y 0,1g de persulfato de potasio.
3. Diluir con alrededor 30 mL de agua destilada.
4. Agregar cuentas o perlas de ebullición para hervir durante 15 minutos. Un embudo debe ser usado como se indicó anteriormente.
5. Enfriar el erlenmeyer en agua y transferir el contenido a un matraz de 50 mL. Enjuagar el frasco y el embudo pequeño y llenar hasta la marca.
6. Repetir los pasos 2, 3, 4, 5 y 6 de la determinación de ortofosfatos.

## La contaminación en el agua
En general, se puede dividir la contaminación hídrica en la que está disuelta y la que está en suspensión, flotación o arrastrada por el agua.
Existen parámetros normales para la medida de la contaminación en general, que se puede estimar con indicadores como la DBO5 (demanda biológica de oxígeno a los cinco días) y la DQO (demanda química de oxígeno), que son las cantidades de oxígeno que se necesitan para oxidar la materia orgánica susceptible de ser oxidada bien por vía biológica (bacterias y microorganismos) o bien por vías químicas. Existe otro parámetro, como es la cantidad de sólidos en suspensión totales (SST), que da una idea de la cantidad de materia humana del agua.
Hay otros muchos indicadores de contaminación mensurables como: pH, concentración de determinadas sustancias, turbidez, etcétera, y no mensurables como olor o sabor. Sin embargo, los más usados son la DBO5, DQO y SST.

## Tratamientos en países en vías de desarrollo
Hay pocos países en África subsahariana que tengan sistemas de saneamiento basados en alcantarillados, y menos plantas de tratamiento para las aguas residuales. Por lo general, la mayoría de los residentes urbanos en esta región dependen sistemas de saneamiento basados en sus propios ambientes, como fosas sépticas, letrinas de hoyo y el manejo de fango fecal es altamente difícil.